# Diecezja Bauru
Diecezja Bauru (łac. Dioecesis Bauruensis) – diecezja Kościoła rzymskokatolickiego w Brazylii. Należy do metropolii Botucatu, wchodzi w skład regionu kościelnego Sul 1. Została erygowana przez papieża Pawła VI bullą Christi Gregis w dniu 15 lutego 1964.

## Główne świątynie
- Katedra: Katedra Ducha Świętego w Bauru

## Biskupi diecezjalni
- Vicente Marchetti Zioni (1964-1968)
- Cândido Rubens Padín OSB (1970–1990)
- Aloysio José Leal Penna SJ (1990–2000)
- Luiz Antônio Guedes (2001–2008)
- Caetano Ferrari OFM (2009–2018)
- Rubens Sevilha OCD (od 2018)